# Sri-lankische Badmintonmeisterschaft 1991
Die Sri-lankische Badmintonmeisterschaft 1991 war die 39. Austragung der nationalen Titelkämpfe im Badminton in Sri Lanka.

## Sieger und Finalisten
| Disziplin    | Gold                                    | Silber                                    |
| ------------ | --------------------------------------- | ----------------------------------------- |
| Herreneinzel | Niroshan Wijekoon                       | Duminda Jayakody                          |
| Dameneinzel  | Sriyani Deepika                         | Kaushalya Dissanayake                     |
| Herrendoppel | Niroshan Wijekoon Niranjan Wijesekera   | Duminda Jayakody Udaya Weerakoon          |
| Damendoppel  | Sriyani Deepika Kaushalya Dissanayake   | Nilusha Seneviratne Inoka Rohini de Silva |
| Mixed        | Niroshan Wijekoon Kaushalya Dissanayake | Duminda Jayakody Nilusha Seneviratne      |